# Peklenska Pomaranča (album)
Peklenska Pomaranča je debitantski studijski album slovenske težkometalske glasbene skupine Pomaranča, izdan 15. aprila 1981 pri Produkciji gramofonskih plošč Radio televizije Beograd. Velja za enega prvih heavy metal albumov v Jugoslaviji. Zgledovali so se po zvoku skupin AC/DC, Deep Purple in Accept, dodali pa so tudi lasten zvok. Naslov so albumu člani skupine dodelili po naslovu kultnega filma Peklenska pomaranča, posnetega po istoimenski knjigi pisatelja Anthonyja Burgessa.

## Seznam pesmi
Vse pesmi je napisal Mijo Popović, razen kjer je to označeno.
Stran A
1. »Pustite upanje, ki vstopate« (Tomaž Žontar) – 2:50
2. »Mora« – 3:05
3. »Šminka« – 3:25
4. »Smrkljica« – 3:40
5. »Mimo hiše grem« – 6:00

Stran B
1. »Moli, s kom si legla nocoj« – 3:50
2. »Uniformiranci« – 5:52
3. »Orgia« – 7:43
4. »Krvava rosa« (Žontar) – 1:27

## Zasedba

### Pomaranča
- Zlatko Magdalenič — vokal
- Mijo Popović — ritem kitara, solo kitara
- Marko Herak — bas kitara
- Franc Teropšič — bobni
- Tomaž Žontar — klavir, sintesajzer

### Ostali
- Miro Bevc — inženiring
- Braco Doblekar — produkcija
- Tadej Tozon — oblikovanje naslovnice